# Sagrada Familia (barrio de Barcelona)

Localización de La Sagrada Familia entre los barrios de Barcelona

Sagrada Familia es uno de los seis barrios que integran el distrito del Ensanche de Barcelona. Tiene una superficie de 1,05 km² y una población de 52.164 habitantes (según datos del padrón municipal a 1 de enero de 2021).

## Historia
Hasta mediados del siglo XIX lo que hoy es el barrio de la Sagrada Familia eran un conjunto de terrenos agrícolas, en la frontera del antiguo municipio independiente de San Martín de Provensals con la ciudad de Barcelona. Salvo la presencia aislada de algunas masías, fue un territorio despoblado hasta que en los años sesenta del siglo XIX se iniciaron las primeras urbanizaciones. Eran, originalmente, viviendas humildes —barracas y casas de planta baja— que se concentraban entre lo que hoy son las calles de Marina y el Paseo de San Juan. Este vecindario fue originalmente conocido como el barrio de  El Poblet («el pueblecito»), denominación que se perdió durante el siglo XX en favor de La Sagrada Familia, en referencia al templo, cuyas obras se iniciaron en 1882. 
En 1897 el pueblo de San Martín de Provensals, y con él, el barrio de El Poblet, quedó agregado a la ciudad de Barcelona. Ese mismo año y tras décadas de incomunicación, se prolongó la calle Valencia, que permitía unir el núcleo de El Poblet con el centro de Barcelona.

## Monumentos y lugares de interés

### Sagrada Familia
El principal monumento del barrio y el que le da nombre es la basílica de la Sagrada Familia. Iniciada en 1882, todavía está en construcción. Está considerada la obra maestra del arquitecto Antoni Gaudí, y el máximo exponente de la arquitectura modernista catalana, siendo el monumento más visitado de España.

### Avenida Gaudí

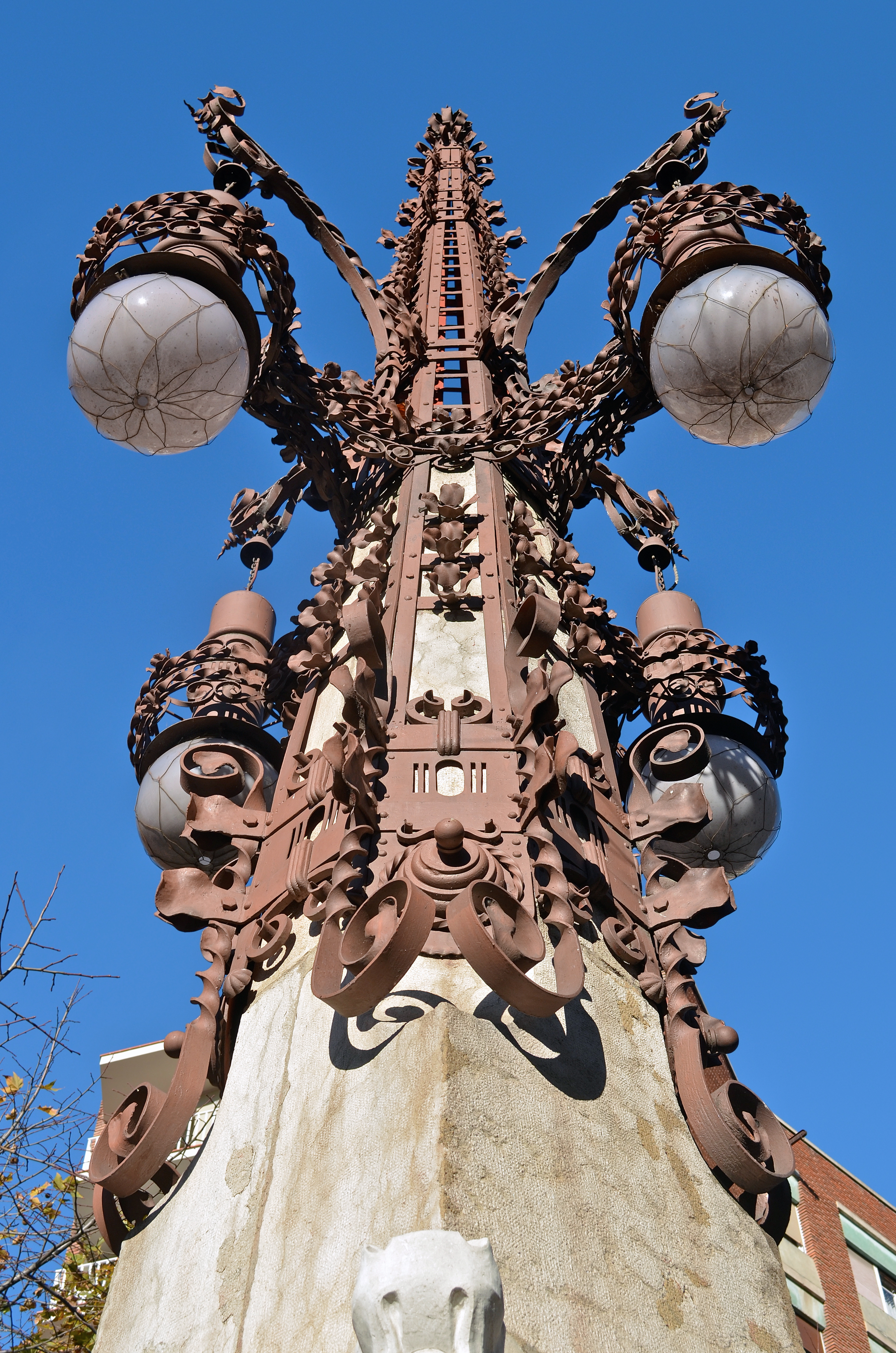
Una de las farolas modernistas de Pedro Falqués en la avenida Gaudí.

La avenida Gaudí es una vía que discurre en diagonal, rompiendo la cuadrícula del Ensanche, para unir el templo de la Sagrada Familia con el también modernista Hospital de la Santa Cruz y San Pablo, que se ubica en el vecino barrio de El Guinardó. Siendo llamada avenida del general Primo de Rivera, el nombre de Avenida Gaudí le fue dado en la 2.ª República. Durante el franquismo la recuperó su anterior nombre y en 1962 se volvió a cambiar por el de Gaudí. La avenida se inauguró en 1927 y en 1985 se realizó una importante reurbanización, para convertir en una vía semipeatonal, limitando el tráfico rodado. Desde entonces funciona como un paseo donde destacan los locales comerciales y de restauración.
En la remodelación de 1985 se añadieron a la avenida algunos elementos arquitéctonicos entre los que destacan una escultura de Apel·les Fenosa y, sobre todo, seis farolas modernistas, diseñadas por Pedro Falqués, que datan de 1909, y que originalmente estaban ubicadas en el llamado Cinco de Oros. Estas se componen de una base de piedra seguida de un obelisco con elementos vegetativos de hierro.

### Plaza de Pablo Neruda y Balcones de Barcelona
La plaza de Pablo Neruda, diseñada por Dolores Febles, se urbanizó en 1990, tras el derribo de la mitad de edificios de la manzana delimitada por las calles Aragón, Marina, Enamorados, Lepanto y avenida Diagonal. En 1992, con motivo de la campaña municipal Barcelona ponte guapa, impulsada por el Ayuntamiento antes de los Juegos Olímpicos, se llevó a cabo una intervención artística en una de las paredes medianeras que dan a la plaza, correspondiente al edificio del número 5 de la calle Enamorats. En los 450 metros cuadrados de esta pared ciega el grupo de artistas franceses Cité de la Création pintó el mural Balcones de Barcelona. Usando la técnica del trampantojo simula la típica fachada de un edificio del ensanche barcelonés de principios del siglo XX, en cuyos balcones se encuentran 26 personalidades vinculadas a la historia de la ciudad condal: Raquel Meller y Mercè Rodoreda en la planta baja, Jacinto Verdaguer, Joan Miró, Carmen Amaya, Pablo Picasso, Anselmo Clavé, Pau Casals y Antonio Machín en la primera planta; Bartomeu Robert, Antoni Gaudí, Ildefonso Cerdá, Francisco de Paula Rius y Taulet, Francesc Macià, Lluís Companys y Josep Tarradellas en la segunda; Joan Maragall, Pompeu Fabra, Narciso Monturiol, Ignacio Barraquer y Francisco Ferrer Guardia en la tercera; Àngel Guimerà y Margarita Xirgu en la cuarta; Santiago Rusiñol en la quinta y Cristóbal Colón en el ático. El conjunto se completaba con una figura de Joaquín Blume en la azotea, silueta que tras desaparecer en 2008 no ha sido repuesta.

### Hospital de la Santa Cruz y San Pablo
El Hospital de San Pablo es ubicado en uno de los extremos de la Avenida Gaudí, en el barrio vecino del Guinardó. Este es un recinto modernista ideado por el arquitecto Lluís Domènech i Montaner en 1902 e inaugurado en 1930. Los orígenes del hospital se remontan al 1401 cuando seis hospitales se juntaron para formar uno de más grande que sería administrado por representantes de la ciudad y la iglesia. Con el crecimiento de la ciudad durante el siglo XIX se construye un nuevo hospital de estilo modernista. Hoy en día el conjunto arquitectónico es considerado patrimonio mundial de la UNESCO por su singularidad constructiva y su belleza artística.

### Fábrica de Estrella Damm
Situada en la calle Rosellón, este es un conjunto arquitectónico edificado a principios del siglo XX, siendo uno de los símbolos de la industrialización de la ciudad. Esta fábrica de cervezas perteneció a la empresa Damm, fundada por August Kuentzmann Damm y Joseph Damm en 1876. Inaugurada en 1905 estuvo en funcionamiento hasta 1992. Actualmente parte del recinto ha sido museizado i  se utiliza como centro de actos culturales. Delante del edificio se encuentran los jardines de Montserrat Roig, donde aún se conserva una chimenea perteneciente a la fábrica.

## Población
En el censo de 2021 la población del barrio era de 52.164 personas. A partir de los años 80 la población del barrio fue disminuyendo en consonancia con la población de la ciudad y no fue hasta finales de los 90 que la población volvió a subir. Esa tendencia creciente fue interrumpida en 2008 con la venida de la crisis que provocó una tendencia a la baja hasta el 2015, cuando la población, una vez más, empezó a recuperarse.
Con la natalidad a la baja desde hace años, el principal factor que estabiliza la variable poblacional es la inmigración. En los últimos años esta ha aumentado de manera constante, ya que el barrio ha pasado del 4% de población inmigrante en el 2000 al 22,1% el 2019.  
La comunidad inmigrante más grande del barrio en 2021 era la italiana, con 1911 personas, seguido de la china, con 1288 personas, y de la venezolana, con 779 habitantes.